# Kabina
Kabina est un village de la commune de Luunja du comté de Tartu en Estonie. 
Au 31 décembre 2011, il compte 240 habitants.
C'était au XVIIIe siècle et au XIXe siècle le domaine de la famille Von Igelström.